# Daniela Menge
Daniela Menge (...) è un'ex giocatrice di football americano tedesca, che ha giocato come tight end.